# Hugo Escobar Sierra
Hugo Escobar Sierra (Plato, 22 de junio de 1927-Bogotá, 9 de octubre de 2003) fue un jurista, político y parlamentario colombiano.

## Biografía
Primogénito del matrimonio del poeta y literato Carlos H. Escobar Camargo con Ana Rosa Sierra Baena, estudió sus primeras letras en el Colegio Montessori, para luego realizar sus estudios de primaria y bachillerato en los colegios de la capital del Magdalena, el Gimnasio Santa Marta y el Liceo Celedón.
Más adelante, se trasladó a la ciudad de Bogotá para estudiar derecho en la Facultad de Ciencias Jurídicas de la Pontificia Universidad Javeriana, donde se graduó como jurista con la tesis titulada: "La Constituyente en Nuestro Derecho Público".
El 7 de octubre de 1958, Hugo Escobar Sierra presentó una propuesta en la Cámara de Representantes de Colombia para la creación de un centro educativo en Aguachica. Finalmente aprobada por Ley 69 de 27 de diciembre de 1958, por la cual se creó el "Instituto Nacional José María Campo Serrano".

## Trayectoria
Inició su ejercicio profesional como parte civil, defensor y vocero de la defensa en audiencias penales que tuvieron lugar en la Corte Suprema de Justicia y en los juzgados superiores de Bogotá.
El Doctor Hugo Escobar Sierra fue elegido vicepresidente de la Cámara de Representantes el 20 de julio de 1958; reelegido miembro principal de esa Corporación en 1960 y 1964, actuando como vocero del sector político que orientaba el expresidente Laureano Gómez, y coadyuvó en la adaptación de la legislación del estado de sitio a las nuevas circunstancias que trajo consigo el Frente Nacional.
Fue elegido Senador de la República en 1966, donde fue elegido por esta Corporación como su primer Vicepresidente, iniciando una prominente carrera como Senador. Fue reelegido Senador principal por el Departamento del Magdalena en los años 1970, 1974, 1978, 1982, 1986 y 1990 y con amplio apoyo, fue elegido Presidente del Senado y Presidente del Congreso de la República por el Partido Conservador Colombiano de 1972 a 1974. Para los periodos comprendidos entre los años 1982 a 1986 y de 1986 a 1990 Humberto Sinning Herazo, Ex-Gobernador del Departamento del Magdalena y Ex Director General de Caja Nacional de Previsión, se convierte en su suplente como senador de la República.
Es recordado por varios debates en el legislativo, en especial el famoso debate con ocasión a las preferencias, irregularidades, sobornos y pagos de comisiones por el caso del Galeón San José, donde defendió la soberanía de Colombia sobre la embarcación. Tanto así, que algunas facultades de derecho lo muestran como un modelo en el análisis y la presentación de pruebas demostrativas de hechos irregulares. Igualmente participó en otros importantes debates, como la oposición a la reforma constitucional de 1968, presentada por el expresidente Carlos Lleras Restrepo; el realizado contra el entonces Procurador general de la Nación Carlos Jiménez Gómez, por sus relaciones con los principales capos de la mafia; así mismo, el que adelantó junto a otros congresistas, en contra del entonces Procurador Alfonso Gómez Méndez, a propósito de la ocupación e incendio del Palacio de Justicia en noviembre de 1985 a manos del M-19, debate donde Gómez incriminó a las Fuerzas Armadas en la hecatombe y asesinatos de los ilustres jurisconsultos, quienes fueron defendidos por el senador Escobar Sierra.
Hugo Escobar Sierra, fue Ministro de Justicia en el gobierno del expresidente Julio César Turbay Ayala, y redactó parcialmente el Estatuto de Seguridad que se convirtió en el Decreto Extraordinario No. 1923 del 6 de septiembre de 1978, primeros lineamientos en materia de seguridad, que se han convertido y considerado como base y preámbulo a las políticas de seguridad en Colombia.
En febrero de 1978 en el auditorio del Teatro Santa Marta, Escobar Sierra denunció las pretensiones de las mafias de intervenir en política y que lograban inmiscuirse en las listas de candidatos al Congreso de la República mediante aportes económicos, lo que causó que Álvaro Gómez Hurtado lo exaltara como ejemplo de actitud moralizadora y señalara sobre el doctor Escobar Sierra que era la columna dórica sobre la cual se cimentaba el Capitolio Nacional.
En 1979, la actividad ministerial del doctor Escobar Sierra se dedicó a la elaboración, trámite y defensa de la reforma constitucional redactada inicialmente por la llamada "Comisión Echandía". La Comisión acordó formalmente, y por primera vez la creación de la Corte Constitucional, de igual modo recomendó crear el Consejo Superior de la Judicatura, como órgano externo y de auto crítica judicial, con funciones disciplinarias y encargado de administrar la carrera judicial. También en la misma inspiración, se interesó en crear la Fiscalía General de la Nación. En julio de 1991, la Asamblea Nacional Constituyente promulgó la nueva Constitución Política de Colombia de 1991, que reprodujo con similares textos algunas disposiciones de la reforma de 1979 defendidas y creadas por el Doctor Hugo Escobar Sierra.
Además de los cargos de Representante a la Cámara, Senador de la República y Ministro de Justicia, desempeñó como diplomático siempre con éxito los de Presidente Alterno del Parlamento Latinoamericano, Embajador en cuatro oportunidades ante la Naciones Unidas, Embajador ante la Organización Internacional del Trabajo, Embajador ante la Santa Sede y ante la Soberana Orden Militar de Malta. En el ejercicio profesional, Escobar Sierra brilló en numerosos litigios ante el Consejo de Estado en asuntos electorales, y conservó el ejercicio ocasional de la cátedra universitaria en las Universidades Externado de Colombia y Javeriana.
Así mismo, Hugo Escobar Sierra fue militante asiduo del Partido Conservador colombiano, llegando a ser el Presidente de la Dirección Nacional del Partido, y acompañó como uno de sus principales líderes a Álvaro Gómez Hurtado en el Movimiento de Salvación Nacional.
La actividad periodística siempre fue una constante en la vida del Doctor Escobar Sierra, por eso fue redactor judicial del periódico El Siglo, Cofundador del semanario Avanzada, director del semanario Doctrina, director de la Revista Renovación, columnista del periódico El Tiempo y El Siglo, llegando a ser subdirector de este último.
Entre sus obras publicadas se encuentran: La Constituyente en nuestro derecho público 1953; dos hombres dos políticas 1961; la paridad administrativa 1970; la invasión en Colombia 1972; La inundación del río Magdalena 1976; Seguridad y Justicia 1979; Antecedentes y Principios de la Constitución de 1886 1996; Misterios del Galeón San José 1988; Procedimientos de reforma constitucional 1989 y la Constituyente: reforma nacional 1991.

## Fallecimiento y homenajes
Hugo Escobar Sierra murió a la edad de 76 años, el 9 de octubre de 2003 en la ciudad de Bogotá.
En el año 2006, el Congreso de la República de Colombia mediante Ley 1054 de 2006  (enlace roto disponible en Internet Archive; véase el historial, la primera versión y la última). expide ley de honores en su nombre donde "la Nación honra la memoria del jurista y político Doctor Hugo Escobar Sierra en justo reconocimiento a su gran labor en la construcción del país". En ella se exalta la memoria del jurista y político conservador en virtud de su servicio a la patria con probidad, eficiencia y altruismo, tanto desde su convicción y liderazgo político, como desde su disciplina y sapiencia jurídica. Dicha Ley ordena un óleo suyo situado en el Capitolio Nacional, y una estatua erigida en la ciudad de Santa Marta, capital del Departamento donde nació. Se dispone que el Senado de la República publique sus obras, así como los estudios jurídicos realizados por él, y que el Ministerio de Comunicaciones emita su sello de correos como homenaje a este ilustre colombiano.